# New Holland (Dakota del Sur)
New Holland es un lugar designado por el censo ubicado en el condado de Douglas en el estado estadounidense de Dakota del Sur. En el Censo de 2010 tenía una población de 76 habitantes y una densidad poblacional de 253 personas por km².

## Geografía
New Holland se encuentra ubicado en las coordenadas 43°25′43″N 98°36′26″O / 43.42861, -98.60722. Según la Oficina del Censo de los Estados Unidos, New Holland tiene una superficie total de 0.3 km², de la cual 0.3 km² corresponden a tierra firme y (0%) 0 km² es agua.

## Demografía
Según el censo de 2010, había 76 personas residiendo en New Holland. La densidad de población era de 252,96 hab./km². De los 76 habitantes, New Holland estaba compuesto por el 97.37% blancos, el 0% eran afroamericanos, el 2.63% eran amerindios, el 0% eran asiáticos, el 0% eran isleños del Pacífico, el 0% eran de otras razas y el 0% pertenecían a dos o más razas. Del total de la población el 0% eran hispanos o latinos de cualquier raza.